# Bábaréti-tó
A Bábaréti-tó Szabolcs-Szatmár-Bereg vármegye és Hajdú-Bihar vármegye határán, a Dél-Nyírségben, Szakoly község déli határában található.

## Fekvése
A tó megközelítése: Szakoly központjából Nyírmihálydi irányába haladva, Szakolykert felé 3,6 km-re délre, Nyíradony központjától pedig 6,4 km-re északra található.
Jelenleg a Bábaréti-tó szinte teljes területe magántulajdonban van.

## Nevének eredete
Nevét a terület egykori tulajdonosáról, a községi szülésznőről, bábáról kapta. 

## Keletkezése
Természetes módon keletkezett, a tó alatt hatalmas vízzáró agyagréteg található. Napjainkban a Szakolyi Biomassza Erőmű (Veolia csoport tagja) hűtésére használják vizét.